# Hermafrodítos
Hermafrodítos (latinsky Hermaphroditus) je syn bohyně lásky Afrodity a boha Herma posla bohů. Po svých rodičích zdědil krásu a měl znaky obojího pohlaví.
Zamilovala se do něho nymfa Salmakis, ale její láska zůstala neopětována. Podle báje si nymfa vyprosila na bozích, aby mohla navždy splynout s Hermafrodítem. Stalo se tak v pramenu, v němž nymfa žila. Od té doby každý, kdo se v tomto zřídle vykoupal, stal se hermafroditem.